# فهرست پرندگان بوم‌زاد هیمالیا
این مقاله یکی از مجموعه‌ای است که اطلاعاتی دربارهٔ بومی پرندگان در مناطق مختلف جغرافیایی وحشی جهان ارائه می‌کند. برای بررسی اجمالی این موضوع بوم‌زادی در پرندگان را ببینید.

## فهرست گونه‌ها

### بوم‌زادهای غرب هیمالیا
- چرخ‌ریسک کاکل‌سیاه (Periparus ater melanolophus)
- جیجاق سرسیاه (Garrulus lanceolatus)
- سسک برگی بروکس (Phyloscopus subviridis)
- قرقاول پرهیاهو (Catreus wallichi)
- چرخ‌ریسک چشم‌گوشه‌سیاه هیمالیایی (Machlolophus xanthogenys)
- دم‌آبی هیمالیایی (Tarsiger rufilatus)
- کاکل‌پری هیمالیایی (Lophophorus impejanus)
- سنگ‌چشم‌لیکوی هیمالیایی (Pteruthius ripleyi)
- کبک برفی هیمالیایی (Tetraogallus himalayensis)
- دال هیمالیایی (Gyps himalayensis)
- دارخزک هاجسون (Certhia hodgsoni)
- مگس‌گیر کشمیری (Ficedula subrubra)
- کمرکولی کشمیری (Sitta cashmirensis)
- قرقاول کاکل‌دار (Pucrasia macrolopha)
- فندق‌شکن کشمیری (Nucifraga multipunctata)
- گاوسهره نارنجی (Pyrrhula aurantiaca)
- طوطی سرتوسی (Psittacula himalayana)
- کبک برفی (Lerwa lerwa)
- کبوتر برفی (Columba leuconota)
- سهره عینکی (Callacanthis burtoni)
- سیاه‌توکای تبتی (Turdus maximus)
- قرقاول شاخدار غربی (Tragopan melanocephalus)
- چرخ‌ریسک دم‌دراز گونه‌سفید (Aegithalos leucogenys)
- چرخ‌ریسک دم‌دراز گلوسفید (Aegithalos niveogularis)
- کمرکلی گونه‌سفید (Sitta leucopsis)

### بوم‌زادهای مرکز هیمالیا
- بال‌نواری گلوجوگندمی (Actinodura nipalensis)
- بال‌فنجانی نپالی (Pnoepyga immaculata)
- لیکوی خاردار (Turdoides nipalensis)

### بوم‌زادهای شرق هیمالیا
- سیبیای زیبا (Heterophasia pulchella)
- تراگوپان بلیت (Tragopan blythii)
- گیلاس منقار پهن (Ticellia hodgsoni)
- توکای خندان سرقهوه‌ای (Garrulax austeni)
- فولوتای گلوقهوه‌ای (Alcippe ludlowi)
- کبک سینه شاه بلوط (Arborophila mandellii)
- بادخورک دمگاه‌سیاه (Apus acuticauda)
- سیبیای خاکستری (Heterophasia gracilis)
- بال‌نواری گلوجوگندمی (Actinodura nipalensis)
- لیکوالیکایی گلوحنایی (Spelaeornis caudatus)
- بال‌کوتاه شکم‌زنگاری (Brachypteryx hyperythra)
- میشمی رن-بابلر (Spelaeornis badeigularis)
- کاکل‌پری اسکلیتر (Lophophorus sclateri)
- لیکوی گلوبرفی (Stachyris oglei)
- بال‌نواری قهوه‌ای (Actinodura waldeni)
- توکای خندان راه‌راه (Garrulax virgatus)
- لیکوالیکایی سینه‌گندمی (Spelaeornis longicaudatus)
- لانه‌کن وارد (Harpactes wardi)
- کمرکلی ابروسفید (Sitta victoriae)
- یوهین پس‌سرسفید (Yuhina bakeri)
- سسک زیردم‌زرد (Phylloscopus cantator))

### تقریباً بوم‌زاد
گونه‌های زیر تقریباً به‌طور کامل محدود به هیمالیا هستند و تنها بخش کوچکی از دامنه آنها در فراتر از آن قرار دارد.
- کمرکلی دم‌سفید
- چرخ‌ریسک ابروزرد